# Eulers lyckotal
Eulers lyckotal är positiva heltal n sådana att m2 − m + n är ett primtal för m = 0, …, n − 1.
Polynomet x2 − x + 41 av Leonhard Euler ger primtal för alla heltalsvärden av x från 0 till 40. När x är lika med 41, kan värdet bli inte primtal eftersom det är delbart med 41. Endast 6 tal har denna egenskap, nämligen:
2, 3, 5, 11, 17, 41. (talföljd A014556 i OEIS)
Dessa tal är inte relaterade till så kallade lyckotal.